# Szatmárpálfalva község
Szatmárpálfalva község (románul: Comuna Păulești) község Szatmár megyében, Romániában. Központja Szatmárpálfalva, beosztott falvai Amac, Hirip, Ombod, Oroszfalva, Pettyén.

## Népessége
A 2011-es népszámlálás adatai alapján a község népessége 4909 fő volt.